# Smithatris supraneanae
Smithatris supraneanae är en enhjärtbladig växtart som beskrevs av Walter John Emil Kress och Kai Larsen. Smithatris supraneanae ingår i släktet Smithatris och familjen Zingiberaceae. IUCN kategoriserar arten globalt som akut hotad.
Artens utbredningsområde är Thailand. Inga underarter finns listade i Catalogue of Life.